# Juan Manuel Terán Mata
Juan Manuel Terán y Mata (Tampico, Tamaulipas, 2 de marzo de 1917 - Ciudad de México, 1992) fue un filósofo idealista, abogado, diputado y senador  de la XLIV Legislatura del Congreso de la Unión de México, egresado de la Universidad Nacional Autónoma de México (UNAM). 

## Biografía
Originario de Tampico, Tamaulipas, Juan Manuel Terán y Mata cursó sus estudios de la Licenciatura del Derecho en la Facultad de Derecho de la Universidad Nacional Autónoma de México entre los años 1935 y 1938, recibiendo el título de abogado el 11  de agosto de 1939 y siendo nombrado profesor titular de la  Facultad de Derecho en 1940. En 1941 obtuvo  el grado de maestría en Filosofía. Finalmente, en 1954 recibió el título de Doctor en Filosofía.[cita requerida]
Fue uno de fundadores de la Sociedad Mexicana de Filosofía junto a filósofos como José Vasconselos (presidente de la asociación), Eduardo Nicol (vicepresidente de la asociación), Eusebio Castro Barrera (secretario general) y Alfonso Zahar Vergara (tesorero).[cita requerida]
Perteneció al Ilustre y Real Colegio de Abogados de México y a la Barra Mexicana de Abogados.
En 1967 fue nombrado profesor titular de tiempo parcial de la Facultad de Derecho de la Universidad Nacional Autónoma de México. En 1968, durante el periodo rectoral de Javier Barros Sierra, fue nombrado Secretario General de la Junta de Gobierno de la Universidad.

## Obra y Pensamiento
Sobre su pensamiento influyeron las ideas filosóficas de su época y los trabajos de pensadores españoles previos a la Guerra Civil Española. Especialmente se destacan los aportes e ideas de Eduardo Nicol, José Ortega y Gasset y de José Gaos, sobre sus trabajos. Con Gaos coincidió en cuanto a su concepción de la filosofía como una experiencia de carácter personal muy relacionada con el contexto histórico y experiencia de cada persona. Dedicó parte de su obra a la Filosofía del Derecho y a recopilar la historia del pensamiento filosófico mexicano.[cita requerida]
En La Filosofía del Derecho (1952) hace un estudio exhaustivo que pretende reiterar el punto de vista jurídico positivo para elevarse al plano filosófico. El camino teórico más adecuado, según la obra de Terán, es partir del conocimiento lógico y ético para descender al plano filosófico jurídico.[cita requerida]

### Publicaciones
- La Filosofía del Derecho, 1952, Editorial Porrúa.
- La idea de la vida en el pensamiento español, 1949.
- La idea Justicia y el principio de Seguridad jurídica, 1941.
- Lógica y Teoría del conocimiento, 1972.
- El Pensamiento Filosófico en la Ciudad de México, 1975.
- Convivir en Democracia, 1977.